# Krik delfina
Krik delfina (russisk: Крик дельфина) er en sovjetisk spillefilm fra 1986 af Aleksej Saltykov.

## Medvirkende
- Ivars Kalniņš
- Donatas Banionis
- Armen Dzhigarkhanyan
- Jurij Vasiljev
- Paul Butkevitj